# ツアン・ピッツィガーノ

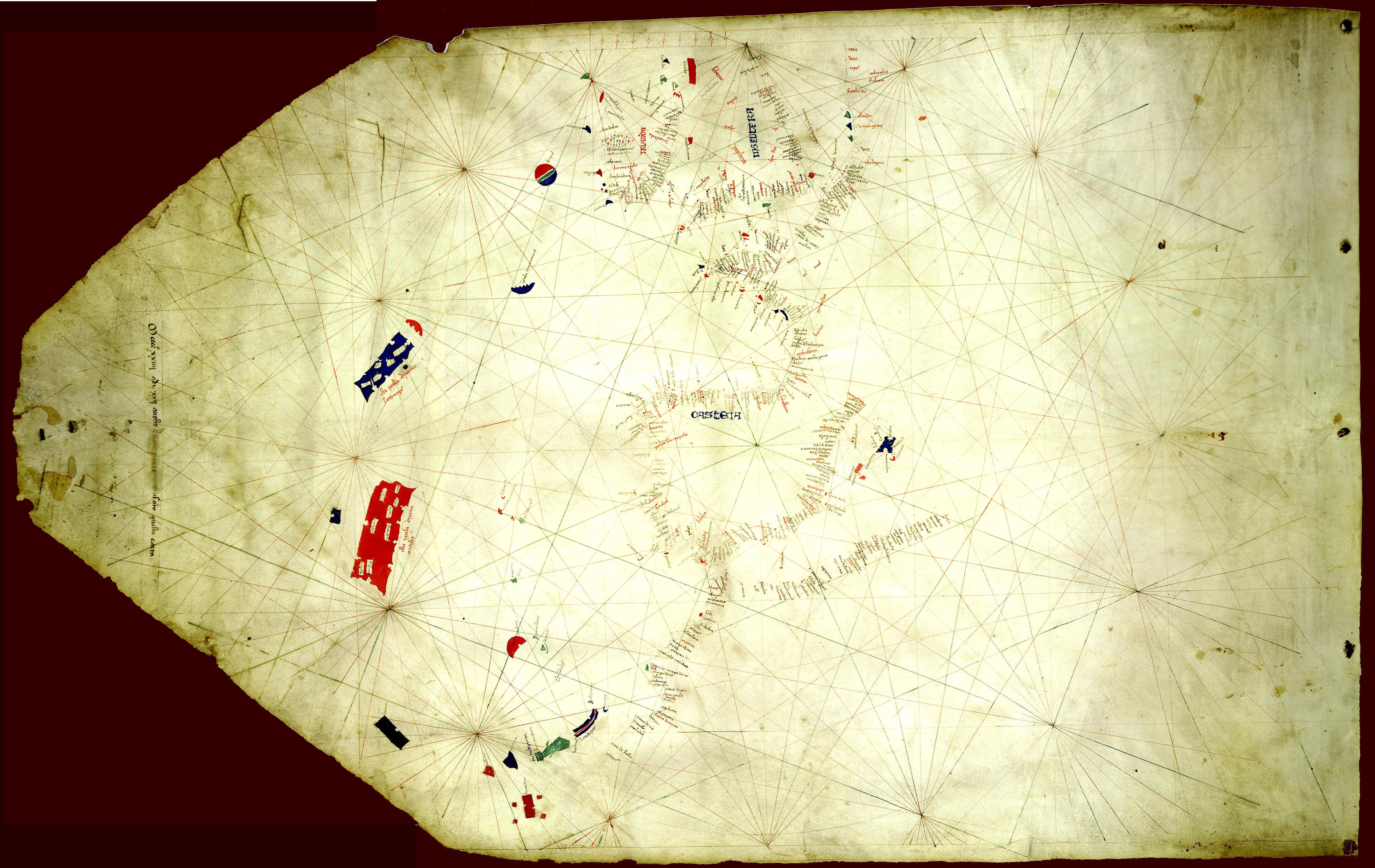
ツアン・ピッツィガーノによる1424年の羅針儀海図。

ツアン・ピッツィガーノ (Zuane Pizzigano)、ないし、ジョヴァンニ・ピッツィガーノ (Giovanni Pizzigano) は、15世紀のヴェネツィア共和国の地図製作者。彼が1424年に製作した有名な羅針儀海図は、北大西洋上に、アンティリア島、サタナゼス島、ロイロ島、タンマー島 (Tanmar) といった伝説的な一群の疑存島を表現した、現存する最古の海図である。

## 背景
ツアン・ピッツィガーノについて、知られていることはほとんどないが、おそらくは、有名な1367年の羅針儀海図によって知られたヴェネツィア共和国の地図製作者、ドメニコとフランチェスコのピッツィガーノ兄弟の親族、あるいは子孫であったものと思われる。

## 1424年の海図
ツアン・ピッツィガーノは、影響が大きかった1424年の羅針儀海図で、大きさ 57 by 90 cm (22 by 35 in) の、通称「ピッツィガーノ地図」を製作した。この地図は、1953年に、著名な収集家であったサー・トーマス・フィリップスの書庫から出てきた数千もの手書き写本の中から初めて発見された。現在は、アメリカ合衆国のミネソタ大学にあるジェームズ・フォード・ベル図書館に所蔵されている (B1424mPi)。
作者の正体は必ずしも確かなものではない。1424年の地図の凡例には、「1424年8月22日、ツアン・ピッツィ... この地図を作った (Mccccxxiiij adi xxij auosto Zuane pizzi..... afato questa carta)」と記されており、姓の「Pizzi」の後は滲んでいるが、作者の名を一旦消そうとした上で、また復元しようとした痕跡が認められる。滲んでいる部分は、赤外線を当てると「pizzigano」と記されているようにも読み取れる。 ツアン (Zuane) は、ジョヴァンニ (Giovanni) に相当するヴェネト語でよくある名である。彼の名は定かではないが、日付は明確である。15世紀の他の地図類との比較から、いくつもの重要な点で、他の地図製作者たちがピッツィガーノを複写していたことが明らかになっており、彼の作品は意義深いものであった。

### 特徴
1424年のピッツィガーノの地図は、航海にもちいられる羅針儀海図であり、西ヨーロッパ、北西アフリカに加え、北大西洋が広範囲に描かれている。そうした外縁部には実在する島々とともに謎めいた島々が描きこまれている。地図には、ヴェネト語とポルトガル語で注記が書き込まれている、」
描線は稚拙ながら、カナリア諸島はほぼ正確に描かれており、8つの島々、それぞれ alegranzia（アレグランサ島）、larozio (ロック・デル・エステ）、lancarot（ランサローテ島：島には、通常ならジェノヴァ共和国のシールド（盾の紋章）が書き込まれるが、代わりに島自体が青と赤のストライプで描かれており、作者がヴェネツィア人だったことを考えれば理解される表現である）、louos (ロボス島）、fortubentura/fortouentura（フエルテベントゥラ島）、canaria（グラン・カナリア島）、inferno（テネリフェ島）、さらに、西に離れた balmar（ラ・パルマ島）が表示されている。一方で、それ以前の地図には記載されていたラ・ゴメラ島とエル・イエロ島は、こちらには記載されていない。ピッツィガーノは、カナリア諸島の南方に、4つの小島を従えた、謎めいた大きな赤い島を描いており、これに himadoro（ヒマドーロ島）と記している。これは、謎めいた島であるサント・ ブレンダン島を表したものであるかもしれない。
この地図が製作される少し前の1814年から1420年にかけてポルトガル人が正式に発見していたマデイラ諸島は、madera（マデイラ島）、portosanto（ポルトサント島）、dexrexta（デゼルタス諸島）、saluazes (サヴェージ島)が、正確な名称とともに表現されている。これは、探検の結果が航海に赴く諸国民の間で速やかに共有され、地図製作者たちにも及んでいたことを示している。 
もっと驚くべきことは、ピッツィガーノが、北側にポルトガルが1431年に公式に発見したとされ、より早い時期であったとしても1427年までしか遡ることがないアゾレス諸島と思われる島々が書き込まれていることである。より早い時期の地図、例えば1375年のカタルーニャのアトラス (カタルーニャ語: Atles català) などにもこうした大西洋上の島々が表現されていることはあり、地名などは古代ヨーロッパの文献から命名されることもある。コルテサン (Cortesã) は、20世紀の時点で、ピッツィガーノの1424年の地図を検討した結果、 tentative 20th-century identification, in the 1424 Pizzigano lubrioczo（サンジョルジェ島)）、ixola de uentula（ファイアル島）、ixo de braxil（テルセイラ島）、capiria（サンミゲル島）、louo（サンタマリア島）を比定している。

### アンティリア諸島

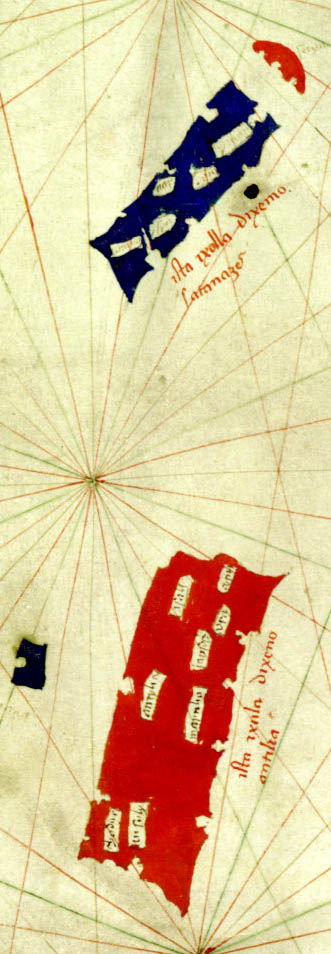
謎めいたアンティリア島と周辺の諸島を描いた、ツアン・ピッツィガーノの1424年の地図の一部。

1424年の地図の中でも最も有名な島々は、大西洋の中央部、噂としてしか知られていなかったアゾレス諸島の西方さらに先に描かれた、アンティリア島周辺の合わせて4つの島々であり、知られている限りでは、これらを描き入れた最初の地図製作者はピッツィガーノであった。島々のうち2つは、大きな長方形をしており、大きく赤く塗られたアンティリア島（ista ixolla dixeno antilia）と、そこから60リーグほど北に位置する青く塗られたサタナゼス島（ista ixolla dixemo satanazes：後の地図では、Satanaxio/Satanagio/Salvagio などと様々に綴られる）である。アンティリア島から20リーグほど西には、小さく青に塗られたイマナ島（Ymana：後の地図ではロイロ島 'Royllo） があり、他方ではサタナゼス島の北方半円形で赤く塗られたサヤ島 (Saya：後の地図ではwhile the Santanazes is capped to the north by the semi-circular red Saya：後の地図では Tanmar / Danmar）が表現されている。
歴史家たちは、ピッツィガーノが1424年の地図にアンティリア諸島を書き込んだのは、コロンブス以前に大西洋を渡ってアメリカ大陸へ往還した者の説明によるのかもしれないと考えてる。しかし、ピッツィガーノがこれらの島々を書き込んだ根拠ははっきりしていない。しばらくの間、ピッツィガーノ兄弟（ピッツィガーノにとって親族、あるいは父祖であったかもしれない）が製作した1367年の地図から示唆を得たのではなかろうかと考えていた。しかし、その後、この考え方は誤りとされた。今日では、伝説の島アンティリア島周辺の諸島を地図に書き込んだ最初の人物がツアン・ピッツィガーノであったことは、大方の見解の一致を見ている。
主要な島であるアンティリア島の名は、ポルトガル語の ante-ilha（「反対側の島」の意）によるものであり、ポルトガル王国と対面する位置にあることを示唆している。これは、古くからイベリア半島に伝わる伝説にある、7人の西ゴート族の司教たちが、174年のウマイヤ朝によるイベリア半島の征服（Umayyad conquest of Hispania）の際に、仲間とともに船に乗って大西洋へと逃れ、島にたどり着いて新たな居を構えた、という話を踏まえている。ピッツィガーノは、後の数多くの地図製作者と同様に、島に７か所の集落を描き、それに名を付けようとしたこのためこの島は、「7つの都市をもつ島」としても知られた。
ポルトガル語で「悪魔の島」を意味するサタナゼス島は、アンティリア島の北方に描かれているが、もっとはっきりしていない。この島は、グリーンランドやヴィンランドに関するノース人のサガの要素が反映されていると見ることもでき、南方のものを篩に掛けるようになっていた当時、この島の先住民とされたスクレリングたちは、島の名が示すように「悪魔」だと説明されたのである。アンティリア島の西にはイマナ島が描かれているが、これはおそらく、ピッツィガーノ兄弟の1367年の地図に描かれた、伝説のマム島の異綴りであろう
。サヤ島については、さらに何も分からない状態である。
何を資料として踏まえていたにせよ、ピッツィガーノはアンティリア島周辺の諸島を地図に載せ、彼が描いた島の数、大きさ、形状、位置などは、その後の15世紀の地図製作者たちの大部分によって、そのまま複写され、とりわけバティスタ・ベッカリオ（1435年）、アンドレア・ビアンコ（1436年）、グラツィオソ・ベニンカーサ（1462年、1470年、1482年 など）から、マルティン・ベハイムが1492年に製作した地球儀エルダプフェルなどにも継承された。
ピッツィガーノの1424年の地図には、さらにふたつの伝説上の島が描かれており、そのひとつは三色に塗られた円形の島 braxil でアイルランドのすぐ西に描かれているが、これは伝説の島ブラジル島を表しているものと考えられており、先行した時代の地図にも描かれていたものである。その南西にアンティリア諸島との中間あたりに半月形の青く塗られた島があり、ixola de uentura と記されている。この島は、かつてピッツィガーノ兄弟が、1367年の地図で、伝説上のマム島を表現したあたりにあり、ツアン・ピッツィガーノのそれを複製するのが狙いであったかもしれない。しかし  uentura をマム島と同一と考えると、イマナ島がどこにあたるのかが問題となってしまう。一説には、ixola de ventura が Illa Verde（「緑の島」すなわちグリーンランド）を指しているともいう。ノース人やアイルランド人からの伝聞に基づいて、当時の地図には記載されている場合があったし、イベリア半島の漁師たちにとって既知のことであったのかもしれない。
イギリスの作家ギャヴィン・メンジーズは、正統派の歴史学とは異なる立場から、アンティリア島をプエルトリコ、サタナゼス島をグアドループに比定し、コロンブス以前に大西洋を渡った者がいたとする議論を提示している。